# Ивакин, Евгений Васильевич
Евгений Васильевич Ивакин — советский и белорусский учёный в области динамической голографии, лауреат Государственной премии СССР (1982).
Родился 29.12.1941 в Чите.
Окончил МВТУ (1965).
С 1967 г. работает в Институте физики АН Белоруссии: младший научный сотрудник, старший научный сотрудник, с 2003 г. зав. лабораторией.
Доктор физико-математических наук (1995).
Диссертации:
- Мгновенные дифракционные решетки и некоторые вопросы нестационарной голографии : диссертация … кандидата физико-математических наук : 01.04.05. — Минск, 1972. — 144 с. : ил.
- Динамические голограммы на резонансной и тепловой нелинейностях и их применение : автореферат дис. … доктора физико-математических наук : 01.04.05. — Москва, 1995. — 40 c. : ил.

Лауреат Государственной премии СССР (1982, в составе коллектива) — за цикл работ «Физические основы динамической голографии и новые методы преобразования пространственной структуры световых пучков» (1969—1980).
Сочинения:
- Б. И. Степанов, Е. В. Ивакин, А. С. Рубанов. О регистрации плоских и объёмных динамических голограмм в просветляющихся веществах // ДАН СССР. — 1971. — Т. 196. — С. 567—569.